# Kotroman
Kotroman (en serbe cyrillique : Котроман) est un village de Serbie situé sur le territoire de la Ville d'Užice, district de Zlatibor. Au recensement de 2011, il comptait 122 habitants.
Kotroman est situé sur les bords du Beli Rzav, un des bras du Rzav de Zlatibor (un affluent de la Drina).

## Démographie

### Évolution historique de la population
| 1948 | 1953 | 1961 | 1971 | 1981 | 1991 | 2002 | 2011 |
| ---- | ---- | ---- | ---- | ---- | ---- | ---- | ---- |
| 213  | 224  | 200  | 167  | 145  | 88   | 182  | 122  |

|  |